# Weymouth Township
Pour les articles homonymes, voir Weymouth.
Weymouth Township est une municipalité américaine située dans le comté d'Atlantic au New Jersey.
Lors du recensement de 2010, sa population est de 2 715 habitants. La municipalité s'étend sur 12,45 milles carrés (32,25 km2), dont 0,36 milles carrés (0,93 km2) d'étendues d'eau.
Le township est créé en 1798 à partir de Egg Harbor Township. Il doit son nom à la ville anglaise de Weymouth. Il perd Hamilton Township en 1813 puis Corbin City et Estell Manor, qui deviennent des villes indépendants dans les années 1920.